# Българско училище „Иван Вазов“ (Бейрут)
Българското училище „Иван Вазов“ е училище на българската общност в град Бейрут, Ливан. Създадено е през 2011 г. През учебната 2018/2019 г. в него се обучават 25 деца. Преподавателка по български език и литература в училището е г-жа Елена Абделал.

## История
Училището е открито на 15 януари 2011 г. в сградата на посолството на България в Бейрут. На откриването му присъстват близо 30 деца и техните родители. Нарича се българско училище „Св. св. Кирил и Методий“ и в което се изучава български език най-вече от деца от смесени бракове. Дейността му неколкократно е прекъсвана до 2018 г., когато е създадено българско неделно училище „Иван Вазов“ по национална програма „Роден език и култура зад граница“. Към 2024 г. учители там са Елана Дюлгерова и Стефани Колева.

## Ученици
Брой на учениците през учебните години:
- 25 – учебна 2018/2019 г.[1]